# Pigs on the Wing 1
«Pigs on the Wing» és una cançó de dues parts del grup britànic de rock progressiu Pink Floyd que forma part de l'àlbum Animals del 1977, concretament la podem trobar al principi i al final del disc. Segons s'ha dit, la cançó és una declaració d'amor que el seu autor, Roger Waters, va fer a la seva dona.
D'acord amb diverses entrevistes, va ser escrita per Roger Waters com una declaració d'amor a la seva nova esposa Lady Carolyne Christie. Aquesta cançó és significativament diferents de les altres tres cançons de l'àlbum, "Dogs", "Pigs", i "Sheep" en el fet que les altres cançons són fosques metres aquesta cançó té molta més lluminositat, així com que és molt més curta que les altres, al voltant del minut i mig, mentre que la resta sobrepassen els 10 minuts de duració.

## Composició
La cançó està dividida en dues parts, la primera i la cinquena del disc. Les dues parts de la cançó tenen entremig les altres tres cançons de l'àlbum, són com la introducció i l'epíleg i resumeixen la història del disc i en són la clau, tot i que duren molt poc, un minut i mig. Es creu que Roger Waters es refereix a ell mateix com un dels gossos de la cançó Dogs a la segona part:
| «            | Now that I've found somewhere safe to bury my bone And any fool knows a dog needs a home, A shelter from pigs on the wing. | » |
| — Pink Floyd | |   |

Una altra al·lusió es troba al vers:
| « | So I don't feel alone, on the weight of the stone | » |

Sense aquesta peça en l'àlbum Animals, Waters pensava que l'àlbum "hauria estat només una espècie de crit de ràbia".
D'acord amb Nick Mason, i confirmat per Waters, és una cançó d'amor dirigida cap a la nova esposa de Waters en el moment, Carolyne. Ella era realment l'únic dels amics de Waters que havia conegut que podia sostenir la seva posició en una discussió amb Waters; d'acord amb Mason calia ser molt bo amb la semàntica per guanyar un argument en contra de Waters. Waters va escriure la cançó perquè això és tot el que havia estat buscant tot el temps: algú que pogués enfrontar-se a ell, un igual. El tros de la cançó transmet un tema d'abatiment i aïllament imposat sobre l'individu com a resultat de les pressions socials que treballen per a separar les masses, un tema desenvolupat a la pista següent, "Dogs". Waters transmet un tema esperançador en l'última part de la cançó, que il·lustra la força i la seguretat emocional, com a resultat de la unitat entre els individus, a Waters segur del que van sentir ràpidament en conèixer a Carolyne.
La peça és molt simple i no presenta cap altre instrument que la guitarra acústica que va tocar Waters i la seva veu.

## Crèdits
- Roger Waters - guitarra acústica, veus
- Snowy White - Solo de guitarra
- Rick Wright - Orgue Hammond